# Улцерозни колитис
Улцерозни колитис је упална болест црева која најчешће захвата дистални део дебелог црева и ректум. Нема познатог узрока, иако постоји елемент генетичке сусцептибилности.

## Особине
- Хронична (> 6 мјесеци) дијареја (често крвава), без пронађених инфективних узрока.
- Упалне промјене најчешће су ограничене на леву страну и дисталне делове дебелог црева, међутим било који део дебелог црева може бити захваћен. Упалне промене могу се временом проширити и захватити веће делове дебелог црева. Дуги периоди упале доводе до фиброзних промена и могу узроковати губитак хаустрације, што резултује карактеристичним сужењем црева.
- Тежина болести варира с обзиром на пацијента и трајање. Врло је тешко давати дугорочне прогнозе, будући да нису ретки случајеви пацијената који остају у клиничкој ремисији годинама између егзацербација.
- Значајан ризик појаве карцинома јавља се након 10 година од првих знакова болести, због дегенеративних процеса који захваћају слузницу дебелог црева (првенствено псеудополипоза), што у неким случајевима може захтевати честе надзорне биопсије или чак превентивну колектомију.
- Код неких пацијената могу се јавити и други аутоимуни поремећаји и ванцријевне компликације као нпр. иритис, увеитис, еписклеритис, миграторни полиартритис, сакроилитис, ерyтрема нодосум, задебљање врхова прстију, итд.
- Појава фистула је ретка али није искључена. Међутим, за разлику од Кронове болести, вероватноћа понављања је врло мала. Аналне фисуре су нажалост много чешће, а и сам механизам настанка фистула код обољелих од улцерозног колитиса повезан је са (додуше врло ретким) дубоким фисурама које допиру до аналних жлезда и на тај начин омогућавају инфекцију, стварање апсцеса и коначно стварање перианалних фистула.
- Појава болести честа је код бивших пушача. Престанак пушења може узроковати редукцију заштитне слузнице дебелог црева. Када се ово догоди, бактерије које природно настањују унутрашњост дебелог црева могу напасти црево и узроковати реакцију имунског система. Из непознатих разлога ово узрокује оштећења слузнице (улцерације) на једном или више места. Поновно узимање никотина кроз никотинске фластере или пушење може продужити трајање ремисије иако су предности у односу на остале ризике које ово доноси упитне.
- Једна од опаснијих компликација улцерозног колитиса може бити перитонитис. Ако је болест ограничена на ректум симптоми су блажи, али ако се прошири на цело дебело црево тада су симптоми жестоког пролива и крварења изразито јаки и учестали. Хронични улцерозни колитис повећава опасност од рака дебелог црева.

### Поређење са Кроновом болешћу
Улцерозни колитис је сличан Кроновој болести, али постоје карактеристичне разлике. Улцерозни колитис захвата искључиво дебело црево и не може „мигрирати“ у танко црево. Кронова болест, међутим, може захватити цели гастроинтестинални тракт. Колектомија, односно хируршко одстрањење дебелог црева се због тога може сматрати „леком“ за улцеративни колитис. Улцерозни колитис обично захвата горње слојеве слузнице дебелог црева, а упала захвата непрекинуте делове црева. Упала код Кронове болести поприма „пегасти“ узорак и захваћа више слојева цревне стенке. Због нарави упале, улцерозни колитис ређе захтева хируршке интервенције, за разлику од Кронове болести где су такве интервенције пуно чешће због опасних цревних опструкција и других компликација.

## Терапија
Лечење благих облика улцерозног колитиса почиње лоперамидом, а у случајевима тежих облика тада је неопходно применити антиупална средства као што су сулфасалазин, месалазин и кортикостероиди. Уколико улцерозни колитис прерасте у токсични колитис, што је врло опасно стање по живот, неопходно је хируршко решење.